# Robert Walser
Robert Walser (15 d'abril de 1878 a Biel/Bienne, Suïssa - 25 de desembre de 1956 a Herisau, Suïssa) fou un escriptor suís en llengua alemanya.
Se'l considera un dels màxims exponents de la literatura suïssa del segle xx, amb una obra que s'endinsa en la quotidianitat i en els petits detalls de la vida, amb una expressió formal innovadora que ha atret l'atenció d’autors com ara Franz Kafka, Elias Canetti, Susan Sontag, John Maxwell Coetzee, Claudio Magris, W. G. Sebald, Elfriede Jelinek o Enrique Vila-Matas. Destaquen especialment les novel·les de temàtica autobiogràfica: Els germans Tanner, L'ajudant i Jakob von Gunten, escrites respectivament el 1907, 1908 i 1909, quan Walser vivia a Berlín. D'obra mestra pot qualificar-se La passejada, escrita el 1917.

## Vida i obra

### Infància i joventut (1878-1897)
Setè dels vuit fills del matrimoni format per Adolf Walser (1833-1914) i Elisabeth Marti (1839-1894), Robert Walser va néixer en el municipi de Biel/Bienne, una ciutat bilingüe (Biel n’és el nom alemany, i Bienne, el francès), situada al cantó de Berna, però molt pròxima a la comarca francòfona d’aquest territori (Berner Jura). El fill més gran de la família, Adolf, va morir per malaltia a quinze anys, quan Robert en comptava sis. El pare era enquadernador i propietari d’una papereria. El declivi progressiu d’aquest negoci va causar el descens social dels Walser, circumstància que, al seu torn, va agreujar la malaltia psíquica de la mare. Atesa la situació econòmica de la família i malgrat ser un estudiant excel·lent, Robert Walser va haver de deixar l'escola a catorze anys per posar-se a treballar d’aprenent al Banc Cantonal de Berna. El 1894 va morir la seva mare, amb qui tenia una relació «simbiòtica». L’any següent, en acabar el període d’aprenentatge al banc i després de passar uns mesos a Basilea, Walser va marxar a Stuttgart, on vivia el seu germà Karl, pintor, il·lustrador i escenògraf. A la capital suàbia Robert Walser va treballar d’oficinista en dues editorials. Afeccionat al teatre des de ben jove, va intentar obrir-se camí com a actor, sense èxit. L’octubre de 1896 Walser va retornar a Suïssa caminant. En arribar a Zuric, s’hi va empadronar i va treballar de manera irregular com a auxiliar en diverses oficines. D’aquesta experiència en va deixar constància en diversos textos al llarg de la seva vida, com ara un dels seus primers poemes publicats, «Im Bureau», escrit probablement entre 1897 i 1898. Es considera Walser un dels primers autors en llengua alemanya que elabora literàriament el món dels empleats.

### Inicis literaris (1898-1905)
El 1898 el crític literari Josef Victor Widmann (1842-1911), un dels més influents a Suïssa en el seu temps, va publicar un recull de poemes de Robert Walser en el suplement dominical del diari bernès Der Bund, acompanyat d’una breu presentació del jove poeta. Més endavant, entre 1902 i 1903, el crític va procurar promocionar-lo incloent en el mateix suplement d'altres obres de Walser, entre elles El quadern de Fritz Kocher (Fritz Kochers Aufsätze), que hi va aparèixer en tres entregues. En aquestes publicacions es va fixar Franz Blei (1871-1942), escriptor austríac i redactor de la important i exclusiva revista literària muniquesa Die Insel, a la qual va recomanar l’autor suís. Com a resultat d’aquest contacte, Walser es va desplaçar reiteradament a la capital bavaresa; en aquesta època va prendre la decisió de dedicar-se professionalment a l'escriptura. A partir de 1899, doncs, Die Insel, de tendència modernista i esteticista, va publicar poemes, proses i els primers Dramolette o drames breus de Walser. Va ser també l'editorial Insel de Leipzig, lligada a la revista esmentada, la que va treure El quadern de Fritz Kocher (Fritz Kochers Aufsätze, 1905) en format de llibre.
Fins al 1905, Walser va viure sobretot a Zuric, tot i que va residir per temporades a Thun, Solothurn, Winterthur, Múnic i també a Täuffelen, a casa de la seva germana Lisa. Les intenses i ambivalents relacions de l'escriptor amb alguns dels seus germans van quedar reflectides en diversos textos, entre altres la primera novel·la de Walser, Els germans Tanner (Geschwister Tanner, 1907), que va escriure en només tres mesos. El 1903 Walser va fer la instrucció militar i el setembre d’aquell any es va convertir en ajudant de l'enginyer i inventor Carl Dubler. L'estada a casa de la família Dubler a Wädenswil vora Zuric va proporcionar a Walser bona part de les experiències que es troben en la base argumental de la seva segona novel·la, L’ajudant (Der Gehülfe, 1908).

### Època de Berlín (1905-1912)
El 1905 Walser va retornar a la seva ciutat natal per poc temps. Aquell any, l’autor suís va traslladar-se a Berlín a casa del seu germà Karl, que entretant s’havia obert camí en el món teatral i artístic de la capital alemanya. Al poc d’arribar-hi es matricula en una escola per a empleats domèstics i, en acabar-hi la formació, entra a formar part del servei al castell de Dambrau, a l’Alta Silèsia, durant uns mesos. El tema de servir esdevé important en l’obra de Walser, especialment en la seva tercera novel·la, Jakob von Gunten (1909). L’anomenat període berlinès de Walser va ser inicialment molt fructífer i prometedor. Fou aleshores que van sortir a la llum les tres novel·les publicades en vida seva, a més d’un bon nombre de proses breus que van aparèixer en publicacions periòdiques de tota mena, que al llarg de tota la seva vida van constituir el gruix de la seva producció literària. Més endavant molts d’aquests textos van quedar recollits en els volums Aufsätze (1913) i Geschichten (1914). Les novel·les van contribuir en gran manera a donar a conèixer Walser i li van permetre establir-se en el món literari de l’època. També ho va facilitar el fet que el seu germà Karl gaudís d’una posició consolidada en l’àmbit artístic, circumstància que va proporcionar a Walser bons contactes. Va ser un autor molt apreciat literàriament per escriptors rellevants com ara Walter Benjamin, Franz Kafka, Hermann Hesse, Robert Musil o Kurt Tucholsky. El poeta Christian Morgenstern, lector entusiasta de Walser i corrector d’estil a l'editorial Cassirer, va comparar Els germans Tanner amb Els germans Karamàzov, de Fiódor Dostoievski. Tanmateix, cap al final de la seva estada a Berlín, Walser es va retirar considerablement de l'esfera pública i va reduir el nombre de publicacions en revistes. La vivència de la gran ciutat havia proporcionat a l'escriptor suís, però, l’ocasió d’articular-hi, tant formalment com quant a contingut, la seva relació amb la modernitat. Entre el 1910 i el 1912 va treballar de secretari per a la propietària de l’habitatge on vivia, a canvi d’allotjament i menjar.

### Època de Biel/Bienne (1913-1921)
El 1913 Robert Walser va decidir tornar a Suïssa, i de nou ho va fer a peu. Durant la primavera d’aquell any va viure amb la seva germana Lisa, que feia de mestra als fills i filles del personal que treballava a la clínica psiquiàtrica de Bellelay. Allà Robert Walser va fer amistat amb Frieda Mermet, bugadera i planxadora. L'escriptor va mantenir correspondència amb ella durant gairebé trenta anys.
Walser es va instal·lar a la ciutat on havia nascut. Després de fer estada a casa del seu pare, va llogar una habitació a les golfes de l’hotel Blaues Kreuz, on es va estar fins al 1920. Aviat va patir pèrdues personals: el pare va morir el 1914, i un dels germans de Robert, Ernst, ingressat des del 1898 en la clínica psiquiàtrica de Waldau per «dementia praecox», el 1916. El 1919 va suïcidar-se un altre germà, Hermann.
A Biel/Bienne, Walser s’hi sentia com a casa, però alhora com un foraster. En aquest període la seva escriptura sembla redescobrir la calma de la natura i la vida tranquil·la de la ciutat petita, que contrasta amb la dispersió i el ritme frenètic berlinès. En la producció literària d’aquests anys la tendència a l'idíl·lic és marcada, però Walser també la relativitza, contraposant-hi una vegada i una altra la consciència que tot idil·li és fràgil i efímer. Traspua un sentiment d’amenaça, nodrit probablement per l'experiència de la Gran Guerra, en què es troben immersos els països veïns i, més endavant, per la crisi existencial i creativa que tot just es comença a manifestar al final d’aquesta etapa. Suïssa, com a país neutral que era, defensava les seves fronteres, i entre l’agost de 1914 i el març de 1918, Walser va ser mobilitzat militarment sis vegades. Tanmateix, el temps passat a Biel/Bienne fou extremament productiu. Tret dels llibres ja esmentats en l’apartat anterior, Walser va publicar diversos volums de proses breus en editorials suïsses degut als restringits contactes entre Suïssa i Alemanya a causa de la guerra: Kleine Dichtungen (1914; impressum 1915), Prosastücke (1917), Kleine Prosa (1917), Poetenleben (1917; impressum 1918) i Seeland (1920; impressum 1919). A banda d’això, més d’un centenar de textos seus, no inclosos en cap d’aquest llibres, van aparèixer en una vintena llarga de revistes i diaris, tant alemanys com suïssos. Menció especial mereix la nouvelle La passejada (Der Spaziergang, 1917), que primer surt publicada aïlladament i que dos anys més tard és inclosa per Walser en el volum Seeland en una nova versió. En acabar la guerra l'editor berlinès Bruno Cassirer publica a Berlín dos reculls amb textos en vers, la majoria escrits bastants anys abans: Komödie i una segona edició de Gedichte (tots dos de 1919). Cap al final d’aquesta etapa passada a Biel/Bienne, Walser havia reprès la poesia. Vivia una vida força aïllada i, tot i dedicar-se intensament a la literatura, patia greus dificultats econòmiques.

### Època de Berna (1921-1929)
El 1921 Walser es va traslladar a Berna: havia estat contractat com a bibliotecari auxiliar per l’Arxiu Estatal. Hi va treballar quatre mesos. Els anys en què Walser residia a la capital suïssa es van caracteritzar per nombrosos canvis de domicili i una solitud creixent. El to dels seus escrits va canviar, i formalment aquests van esdevenir més experimentals i metaliteraris. Tot i l’aparença sovint juganera dels seus escrits, es poden llegir també com un subtil entramat d’al·lusions a altres textos. En una conversa posterior amb Carl Seelig, amic i posteriorment marmessor seu, Walser explicava el següent, tot referint-se a Berna: «Sota la impressió d’aquella ciutat poderosa i plena de vitalitat, vaig començar a escriure, ja no com un noiet pastor, sinó com un home fet, orientant-me envers les tendències internacionals més que no ho feia pas a Biel, on emprava un estil carrincló». En parlar de les «tendències internacionals», Walser es referia a les que imperaven aleshores en l’àmbit germanoparlant. Durant l'etapa bernesa Walser va publicar només un llibre, Die Rose (1925), però el nombre de textos seus, tant en vers com en prosa, que apareixien en els suplements culturals de diaris com ara la Prager Presse i el Berliner Tageblatt o en revistes com Individualität va augmentar enormement. En un intent de superar el bloqueig creatiu que el tenallava i potser per assegurar-se un reducte propici a la concentració que l’ajudés a suportar millor el ritme frenètic imposat pels redactors en cap, a partir de 1925 Walser va començar a esbossar molts d’aquests textos —i d'altres que no veurien mai la llum en vida de l’autor— a llapis, en lletra minúscula i fent servir tota mena de suports: sobres, cartes, rebuts, fulls d’agenda o calendari, targetes de visita, etc. Ell es referia a aquest procediment com a «el mètode del llapis», el qual va tenir com a fruit els anomenats microgrames, entre els quals es va trobar el manuscrit de la novel·la Der Räuber, publicada pòstumament el 1972. En el conjunt de l’obra de Walser, els microgrames són importants per la seva varietat i el seu caràcter de temptativa, ja que, en contrastar-los amb les versions finals dels textos, s’hi pot apreciar el procés d’elaboració emprat per l'escriptor i veure com anava entreteixint diversos fragments que prèviament havia concebut per separat.

### Època dels sanatoris psiquiàtrics de Waldau (1929-1933) i Herisau (1933-1956)
El 24 de gener de 1929, després d’una crisi psíquica que es va manifestar en forma de dificultats de concentració, insomni, atacs d’angoixa, al·lucinacions acústiques i pensaments suïcides, Robert Walser va accedir a ingressar, malgrat algunes reserves, al sanatori psiquiàtric de Waldau, molt proper a Berna, on també havia estat internat el seu germà Ernst. Allà li van diagnosticar esquizofrènia, tot suggerint que la malaltia podia tenir causes hereditàries. Posteriorment, Walser mateix va considerar que l’origen dels seus mals havia estat l'excés de treball. Al juny d’aquell mateix any Walser va reprendre l’activitat literària. Tanmateix, quan se li va plantejar la possibilitat de deixar la institució, es va sentir insegur: de vegades s’hi mostrava favorable i en altres ocasions, contrari. Finalment, hi va restar.
Al cap de quatre anys i mig, el 19 de juny de 1933, Walser va ser transferit contra la seva voluntat al sanatori de Herisau, al cantó d’Appenzell. Pel que sembla, allà va deixar d’escriure. Gràcies a l'escriptor, periodista, editor i mecenes Carl Seelig, però, la literatura de Walser va començar a ser rescatada de l’oblit en què havia quedat sumida. Després de posar-se en contacte amb Walser per carta l'estiu de 1935 amb motiu d’una nova edició de la novel·la L’ajudant, el polifacètic Seelig va esdevenir un dels pocs corresponsals que van mantenir el contacte amb Robert Walser en aquesta darrera etapa de la seva vida. Seelig el visitava amb regularitat i l’animava a escriure’n de noves, tot enviant-li llibres i articles de premsa. Després de la mort de la seva germana Lisa, que n’havia assumit la responsabilitat legal, i dels intents infructuosos del seu germà Oscar Walser de revertir la incapacitació de Robert, Seelig va ser nomenat tutor de l'escriptor. El 24 de desembre de 1956, tot passejant, Walser va patir una crisi cardíaca mortal. A partir d’aleshores Seelig va esdevenir el seu marmessor i responsable del llegat fins a la seva pròpia mort per accident el 1962. 

## Recepció de l’obra
Malgrat haver tingut uns inicis literaris molt prometedors i haver cridat l’atenció d’autors i editors influents a l’inici de la seva carrera, en la dècada dels trenta Robert Walser va caure ràpidament en l’oblit, tot i els esforços de Seelig per reeditar-ne alguns textos i reculls. En aparèixer de manera gairebé exclusiva en editorials suïsses, aquestes reedicions no van aconseguir captar gaire atenció de l’opinió pública en els països de llengua alemanya.
Aquesta situació va perdurar aproximadament fins als anys setanta del segle xx, en què l’obra de Walser va ser recuperada per a un públic més ampli i va augmentar considerablement el nombre de llengües a què va ser traduïda, entre elles el castellà. De versions catalanes d’obres de l'escriptor suís, en van començar a aparèixer a finals de la dècada dels noranta.
A començaments del segle xxi, en l’àmbit hispanoparlant, la imatge pública de l’autor suís va ser molt influïda pel personatge que en va construir l'escriptor Enrique Vila-Matas en novel·les com Bartleby y compañía, El mal de Montano i Doctor Pasavento.
D'algunes obres de Walser s'han fet adaptacions al teatre, entre les quals destaquen Aquí s’aprèn poca cosa, de Toni Casares, versió escènica de Jakob von Gunten estrenada el 2009, i El paseo de Robert Walser, de Marc Caellas, estrenada el 2012. Hi ha hagut també diverses adaptacions cinematogràfiques i musicals.

## El Centre Robert Walser
Actualment, el Centre Robert Walser (Robert Walser-Zentrum) és una institució pública de recerca i transferència de coneixement sobre Robert Walser i Carl Seelig. Va ser fundat a Berna el 2009 amb l’objectiu de reunir, inventariar, estudiar i difondre les obres i els llegats d’ambdós autors. Disposa d’un arxiu i una biblioteca especialitzada i s’hi organitzen tallers, conferències, simposis i exposicions.

## Primeres edicions de les obres de Robert Walser publicades en vida de l’autor
- Walser, Robert: Fritz Kochers Aufsätze. Insel, Leipzig 1904.
- Walser, Robert: Geschwister Tanner. Bruno Cassirer, Berlín 1907.
- Walser, Robert: Der Gehülfe. Bruno Cassirer, Berlín 1908.
- Walser, Robert: Jakob von Gunten. Bruno Cassirer, Berlín 1909.
- Walser, Robert: Gedichte. Bruno Cassirer, Berlín 1909.
- Walser, Robert: Aufsätze. Kurt Wolff, Leipzig 1913.
- Walser, Robert: Geschichten. Kurt Wolff, Leipzig 1914.
- Walser, Robert: Kleine Dichtungen. Kurt Wolff, Leipzig 1915 (Impressum: 1914).
- Walser, Robert: Kleine Prosa. Francke, Berna 1917.
- Walser, Robert: Der Spaziergang. Huber, Frauenfeld 1917.
- Walser, Robert: Poetenleben. Huber, Frauenfeld 1917.
- Walser, Robert: Prosastücke. Rascher, Zuric 1917.
- Walser, Robert: Komödie. Bruno Cassirer, Berlín 1919.
- Walser, Robert: Seeland. Rascher, Zuric 1920.
- Walser, Robert: Die Rose. Rowohlt, Berlín 1925.
- Walser, Robert: Große kleine Welt. Eine Auswahl. A cura de Carl Seelig. Eugen Rentsch, Erlenbach-Zúric, Leipzig 1937.
- Walser, Robert: Robert Walser. Aus: „Große kleine Welt“, „Kleine Dichtungen“, „Poetenleben“. H. R. Sauerländer & Co., Aarau s.a. [1940] (=Schweizer Dichter. Eine Sammlung für die schweizerischen Mittelschulen; 1)
- Walser, Robert: Vom Glück des Unglücks und der Armut. A cura de Carl Seelig. Benno Schwabe & Co., Basilea 1944 (=Sammlung Klosterberg. Schweizerische Reihe).
- Walser, Robert: Stille Freuden. A cura de Carl Seelig. Vereinigung Oltner Bücherfreunde, Olten 1944.
- Walser, Robert: Dichterbildnisse. A cura de Carl Seelig. Scherrer & Co., Schaffhausen 1947 (=Tobias Stimmer-Drucke, 1).
- Walser, Robert: Die Schlacht bei Sempach. Eine Geschichte. Tschudy, St. Gallen 1950 (=Der Bogen; 3).

## Edicions actuals de les obres de Robert Walser en alemany
- Walser, Robert: Werke. Berner Ausgabe. A cura de Gisi, Lucas Marco; Sorg, Reto; Stocker, Peter i Utz, Peter. Suhrkamp, Berlín 2018 i seg. (=BA)
- Walser, Robert: Kritische Robert Walser-Ausgabe. Kritische Ausgabe sämtlicher Drucke und Manuskripte. A cura de Groddeck, Wolfram; Reibnitz, Barbara von et al. Stroemfeld, Schwabe, Basilea, Frankfurt del Main 2008 i seg. (=KWA)
- Walser, Robert: Aus dem Bleistiftgebiet. 6 vols. A cura d’ Echte, Bernhard i Morlang, Werner per encàrrec de l’Arxiu Robert Walser de la Fundació Carl Seelig, Zuric. Suhrkamp, Frankfurt del Main 1985-2000 (=AdB)

## Traduccions al català
- L'ajudant (trad. Ramon Monton) 2016, Edicions de 1984 ISBN 84-15835-75-2
- L'home que no s'adonava de res (trad. Núria Font / Il·lustracions Carmen Segovia) 2005, Editorial Cruïlla ISBN 8466110461
- El quadern de Fritz Kocher (trad. Teresa Vinardell) 2000, Quaderns Crema ISBN 84-7727-301-4
- Jakob von Gunten. Un Dietari (trad. Teresa Vinardell) 1999, Quaderns Crema ISBN 84-7727-278-6
- Els germans Tanner (trad. Ramon Monton) 1999, Edicions Proa ISBN 84-8256-783-7
- La passejada (trad. Teresa Vinardell Puig) 2017, Editorial Flâneur, ISBN 978-84-697-3608-1[30][31]